# 바스크 국민주의
바스크 국민주의, 바스크 민족주의 또는 바스크 내셔널리즘(Basque nationalism, 바스크어: eusko abertzaletasuna [eus̺ko abeɾts̻aletas̺una], 스페인어: nacionalismo vasco, 프랑스어: nationalisme basque)은 서부 피레네산맥의 원주민인 바스크인들이 하나의 국가이며 오늘날 스페인과 프랑스 사이에 흩어져 있는 바스크인들의 정치적 통합을 촉진한다고 주장하는 민족주의의 한 형태이다. 바스크 민족주의는 19세기 후반에 시작된 이래로 바스크 독립 운동을 포함해 왔다.
두 주(스페인의 바스크 자치 공동체와 나바르, 프랑스의 프랑스 바스크 지방)의 세 지역에 걸쳐 있는 바스크 민족주의는 바스크어를 사용하는 모든 지방의 정치적 통일을 선호하므로 "본질상 비통일주의"이다.

## 같이 보기
- 아틀레틱 빌바오
- 카를로스파
- 바스크의 국가
- 이쿠리냐
- 스페인의 정치

## 참고 자료
- Bookman, Milica Z. (1993). 《The Economics of Secession》. Palgrave Macmillan. ISBN 978-0-312-08443-1.